# Roiffé

Roiffé este o comună în departamentul Vienne, Franța. În 2009 avea o populație de 685 de locuitori.